# Association sportive et culturelle de Remire
Actualités
L'Association Sportive et Culturelle de Remire est un club guyanais de football basé à Remire-Montjoly.

## Histoire
Le club est vice-champion de Guyane en 2017 et finaliste de la Coupe de Guyane en 2014 et 2018.